# ブナ・レッカ鉄道事故
ブナ・レッカ鉄道事故（ブナ・レッカてつどうじこ、英語: Benaleka train accident）は2007年8月1日にコンゴ民主共和国ブナ・レッカ付近で発生し、少なくとも100人が死亡、128人が重傷を負った事故である。
事故は現地時間午後11時に西カサイ州カナンガから220キロメートル (140 mi)北西の遠隔地で発生した。事故原因はブレーキの故障であり、8両が脱線した。死者の大半は屋根に乗っておりその下に閉じ込められた。運転士は機関車を切り離し助けを呼びにいくことが可能であった。負傷者の大半は自転車に乗せられるか人々に背負われて6マイル離れた最寄りの病院へ搬送された。